# 小行星3087
小行星3087（3087 Beatrice Tinsley）是一颗绕太阳运转的小行星，为主小行星带小行星。该小行星于1981年8月30日发现。
該小行星以紐西蘭天文學家比阿汀斯·廷斯利命名。

## 轨道参数
小行星3087的轨道半长轴为3.0819952 UA，离心率为0.110。